# Segunda División 2010-2011 (Spagna)
L'edizione 2010-2011 della Segunda División spagnola A (detta anche Liga Adelante) è iniziata nell'agosto 2010 e terminata nel giugno 2011.

## Squadre partecipanti
| Club              | Città                      | Stadio                            | Risultato Stagione 2009-2010                                     |
| ----------------- | -------------------------- | --------------------------------- | ---------------------------------------------------------------- |
| Albacete          | Albacete                   | Stadio Carlos Belmonte            | 15° in Segunda División 2009-2010                                |
| Alcorcón          | Alcorcón                   | Stadio Santo Domingo              | 1° nel gruppo II della Segunda División B, Promosso ai play-off  |
| Barcellona B      | Barcellona                 | Mini Estadi                       | 2° nel gruppo III della Segunda División B, Promosso ai play-off |
| Real Betis        | Siviglia                   | Stadio Manuel Ruiz de Lopera      | 4° in Segunda División 2009-2010                                 |
| FC Cartagena      | Cartagena                  | Estadio Cartagonova               | 5° in Segunda División 2009-2010                                 |
| Celta Vigo        | Vigo                       | Estadio Balaídos                  | 12° in Segunda División 2009-2010                                |
| Córdoba           | Cordova                    | Nuevo Arcángel                    | 10° in Segunda División 2009-2010                                |
| Elche             | Elche                      | Estadio Martínez Valero           | 6° in Segunda División 2009-2010                                 |
| Gimnàstic         | Tarragona                  | Nou Estadi                        | 18° in Segunda División 2009-2010                                |
| Girona            | Girona                     | Estadi Montilivi                  | 14° in Segunda División 2009-2010                                |
| Granada           | Granada                    | Estadio Nuevo Los Cármenes        | 1° nel gruppo IV della Segunda División B, Promosso ai play-off  |
| Huesca            | Huesca                     | Estadio El Alcoraz                | 13° in Segunda División spagnola 2009-2010                       |
| Las Palmas        | Las Palmas de Gran Canaria | Estadio de Gran Canaria           | 17° in Segunda División spagnola 2009-2010                       |
| Numancia          | Soria                      | Nuevo Estadio Los Pajaritos       | 8° in Segunda División spagnola 2009-2010                        |
| Ponferradina      | Ponferrada                 | Estadio Municipal El Toralín      | 1° nel gruppo I della Segunda División B, Promosso ai play-off   |
| Rayo Vallecano    | Madrid                     | Estadio Teresa Rivero             | 11° in Segunda División spagnola 2009-2010                       |
| Recreativo Huelva | Huelva                     | Nuevo Colombino                   | 9° in Segunda División 2009-2010                                 |
| Salamanca UDS     | Salamanca                  | Stadio Helmántico                 | 16° in Segunda División spagnola 2009-2010                       |
| Tenerife          | Tenerife                   | Estadio Heliodoro Rodríguez López | 19° in Primera División spagnola 2009-2010                       |
| Real Valladolid   | Valladolid                 | Stadio José Zorrilla              | 18° in Primera División spagnola 2009-2010                       |
| Villarreal B      | Villarreal                 | El Madrigal                       | 7° in Segunda División spagnola 2009-2010                        |
| Xerez             | Jerez de la Frontera       | Estadio Municipal de Chapín       | 20° in Primera División spagnola 2009-2010                       |

## Classifica Finale
|  |     | Classifica Segunda división 2010-11 | G  | V  | P  | S  | GF | GS | Dif | Pt |
|  | --- | ----------------------------------- | -- | -- | -- | -- | -- | -- | --- | -- |
|  | 1.  | Real Betis                          | 42 | 25 | 8  | 9  | 85 | 44 | +41 | 83 |
|  | 2.  | Rayo Vallecano                      | 42 | 23 | 10 | 9  | 73 | 48 | +25 | 79 |
|  | 3.  | Barcellona B                        | 42 | 20 | 11 | 11 | 85 | 62 | +23 | 71 |
|  | 4.  | Elche                               | 42 | 18 | 15 | 9  | 55 | 42 | +13 | 69 |
|  | 5.  | Granada                             | 42 | 18 | 14 | 10 | 71 | 47 | +24 | 68 |
|  | 6.  | Celta Vigo                          | 42 | 17 | 16 | 9  | 62 | 43 | +19 | 67 |
|  | 7.  | Real Valladolid                     | 42 | 19 | 9  | 14 | 65 | 51 | +14 | 66 |
|  | 8.  | Xerez                               | 42 | 17 | 9  | 16 | 60 | 64 | -4  | 60 |
|  | 9.  | Alcorcón                            | 42 | 17 | 7  | 18 | 57 | 52 | +5  | 58 |
|  | 10. | Numancia                            | 42 | 17 | 6  | 19 | 65 | 63 | +2  | 57 |
|  | 11. | Girona                              | 42 | 15 | 12 | 15 | 58 | 56 | +2  | 57 |
|  | 12. | Recreativo Huelva                   | 42 | 12 | 20 | 10 | 44 | 37 | +7  | 56 |
|  | 13. | FC Cartagena                        | 42 | 16 | 8  | 18 | 48 | 63 | -15 | 56 |
|  | 14. | Huesca                              | 42 | 13 | 16 | 13 | 39 | 45 | -6  | 55 |
|  | 15. | Las Palmas                          | 42 | 13 | 15 | 14 | 56 | 71 | -15 | 55 |
|  | 16. | Córdoba                             | 42 | 13 | 13 | 16 | 58 | 63 | -5  | 52 |
|  | 17. | Villarreal B                        | 42 | 15 | 6  | 21 | 43 | 63 | -20 | 51 |
|  | 18. | Gimnàstic                           | 42 | 12 | 13 | 17 | 37 | 45 | -8  | 49 |
|  | 19. | Salamanca UDS                       | 42 | 13 | 7  | 22 | 46 | 68 | -22 | 46 |
|  | 20. | Tenerife                            | 42 | 9  | 11 | 22 | 42 | 66 | -24 | 38 |
|  | 21. | Ponferradina                        | 42 | 5  | 19 | 18 | 36 | 63 | -27 | 34 |
|  | 22. | Albacete                            | 42 | 7  | 11 | 24 | 35 | 64 | -29 | 32 |

### Verdetti
- Real Betis,  Rayo Vallecano e  Granada (tramite play-off) promosse in Liga BBVA.
- Salamanca UDS,  Tenerife,  Ponferradina e  Albacete retrocesse in Segunda División B.

### Play-off
Tabellone
|  | Semifinali      | Semifinali      | Semifinali | Semifinali | Semifinali |  |  | Finale      | Finale      | Finale | Finale | Finale |  |
|  |                 |                 |            |            |            |  |  |             |             |        |        |        |  |
|  | Celta Vigo      | Celta Vigo      | 1          | 0(4p)      | 5          |  |  |             |             |        |        |        |  |
|  | Granada         | Granada         | 0          | 1(5p)      | 6          |  |  | Granada(v.) | Granada(v.) | 0      | 1      | 1      |  |
|  | Real Valladolid | Real Valladolid | 1          | 1          | 2          |  |  | Elche       | Elche       | 0      | 1      | 1      |  |
|  | Elche           | Elche           | 0          | 3          | 3          |  |  |             |             |        |        |        |  |

## Statistiche e Record

### Trofeo Pichichi
|  | Gol | Marcatore        | Squadra         |
|  | --- | ---------------- | --------------- |
|  | 32  | Jonathan Soriano | Barcellona B    |
|  | 28  | Javi Guerra      | Real Valladolid |
|  | 27  | Rubén Castro     | Real Betis      |
|  | 24  | Alexandre Geijo  | Granada         |

### Record
- Maggior numero di vittorie:  Real Betis (25)
- Minor numero di sconfitte:  Real Betis,  Rayo Vallecano,  Elche e  Celta Vigo (9)
- Migliore attacco:  Real Betis e  Barcellona B (85 gol segnati)
- Miglior difesa:  Recreativo Huelva (37 gol subiti)
- Miglior differenza reti:  Real Betis (+41)
- Maggior numero di pareggi:  Recreativo Huelva (20)
- Minor numero di pareggi:  Numancia e  Villarreal B (6)
- Peggiore attacco:  Albacete (35 gol segnati)
- Peggior difesa:  Las Palmas (71 gol subiti)
- Peggior differenza reti:  Albacete (-29)